# چیترانگادا
چیترانگادا یا چیترانگاد یا شترنغذ، پسر مهتر شانتانو از همسرش ستیوتی و از شخصیت های یادشده در رزمنامه هندی مهاباراتا است. از آنجا که برادر ناتنی کهتر او، بهیشم - پسر شانتانو از گنگا- پیمان بسته بود که از تاج و تخت هستیناپور کناره گیری کند، چیترانگادا پس از پدرش شانتانو برتخت نشست. او با یکی از پادشاهان همسایه به جنگ پرداخت و در جنگ کشته شد. از آنجا که او فرزندی نداشت، پس از وی، برادر کوچکترش به نام ویچیتراویریا بر تخت نشست.